# Arrondissement Toulon
Toulon is een arrondissement van het Franse departement Var in de regio Provence-Alpes-Côte d'Azur. De onderprefectuur is Toulon.

## Kantons
Het arrondissement was tot 2014 samengesteld uit de volgende kantons:
- Kanton Le Beausset
- Kanton Collobrières
- Kanton La Crau
- Kanton Cuers
- Kanton La Garde
- Kanton Hyères-Est
- Kanton Hyères-Ouest
- Kanton Ollioules
- Kanton Saint-Mandrier-sur-Mer
- Kanton La Seyne-sur-Mer
- Kanton Six-Fours-les-Plages
- Kanton Solliès-Pont
- Kanton Toulon-1
- Kanton Toulon-2
- Kanton Toulon-3
- Kanton Toulon-4
- Kanton Toulon-5
- Kanton Toulon-6
- Kanton Toulon-7
- Kanton Toulon-8
- Kanton Toulon-9
- Kanton La Valette-du-Var

Na de herindeling van de kantons bij decreet van 27 februari 2014, met uitwerking op 22 maart 2015 omvat het de volgende kantons:
- Kanton La Crau ( deel 5/6 )
- Kanton La Garde
- Kanton Garéoult ( deel 1/12 )
- Kanton Hyères
- Kanton Le Luc ( deel 1/11 )
- Kanton Ollioules
- Kanton Saint-Cyr-sur-Mer ( 6/9 )
- Kanton La Seyne-sur-Mer-1
- Kanton La Seyne-sur-Mer-2
- Kanton Solliès-Pont
- Kanton Toulon-1
- Kanton Toulon-2
- Kanton Toulon-3
- Kanton Toulon-4